# Samuel Hurdsfield
Samuel Hurdsfield (ur. 19 marca 1876, zm. 1965) – brytyjski lekkoatleta.
Brał udział w biegu na 200 metrów na Letnich Igrzyskach Olimpijskich 1908 wygrał eliminację z czasem 23,6 sekundy i awansował do półfinału. Tam zajął 4. miejsce i ostatnie miejsce w swojej eliminacji i odpadł bez awansu do finału.